# Sułak (miejscowość)
Sułak – osiedle typu miejskiego w Rosji, w Dagestanie. W 2010 roku liczyło 8565 mieszkańców.